# Aphanopetalum resinosum
Aphanopetalum resinosum är en tvåhjärtbladig växtart som beskrevs av Stephan Ladislaus Endlicher. Aphanopetalum resinosum ingår i släktet Aphanopetalum och familjen Aphanopetalaceae. Inga underarter finns listade i Catalogue of Life.